# Apóstoles megye
Apóstoles egy megye Argentína északkeleti részén, Misiones tartományban. Székhelye Apóstoles.

## Népesség
A megye népessége a közelmúltban a következőképpen változott:
| Év   | Lakosság |
| ---- | -------- |
| 2001 | 37 806   |
| 2010 | 42 249   |